# Royal Jordanian Airlines
Royal Jordanian Airlines (àrab: الملكية الأردنية, al-Malakiyya al-Urduniyya) és una aerolínia amb seu a Amman, Jordània. Duu a terme vols internacionals programats sobre quatre continents. La seva base principal és l'Aeroport Internacional Reina Alia (AMM) d'Amman. Royal Jordanian és membre de l'Organització de Transportistes Aeris Àrabs i de l'aliança Oneworld.